# 毛叶黄皮
毛叶黄皮（学名：Clausena vestita）是芸香科黄皮属的植物，为中国的特有植物。分布于中国大陆的云南等地，生长于海拔1,900米的地区，多生在干热河谷稀树灌木丛中，目前尚未由人工引种栽培。